# Bas van de Goor
Sebastiaan Jacques Henri "Bas" van de Goor (Oss, 4 de setembro de 1971) é um ex-jogador de voleibol neerlandês que participou de duas edições de Jogos Olímpicos.
Em sua estreia olímpica, ganhou a medalha de ouro ao derrotar a Itália por 3 sets a 2 na final das Olimpíadas de 1996. Quatro anos depois, van de Goor acabou em quinto lugar nos Jogos Olímpicos de 2000, em Sydney.
Seu irmão mais novo, Mike, também fez parte da Seleção Neerlandesa em 1996 e 2000 e também participou dos Jogos Olímpicos de 2004.
Em 2003, van de Goor foi diagnosticado com diabetes do tipo 1 enquanto ainda era jogador profissional e resolveu criar a Bas van de Goor Foundation em 2006, que promove clínicas de recuperação para pessoas que sofrem com a doença através de atividades esportivas. Além da fundação, é o diretor da etapa da Haia do Circuito Mundial de Vôlei de Praia desde 2013.